# STOBAR

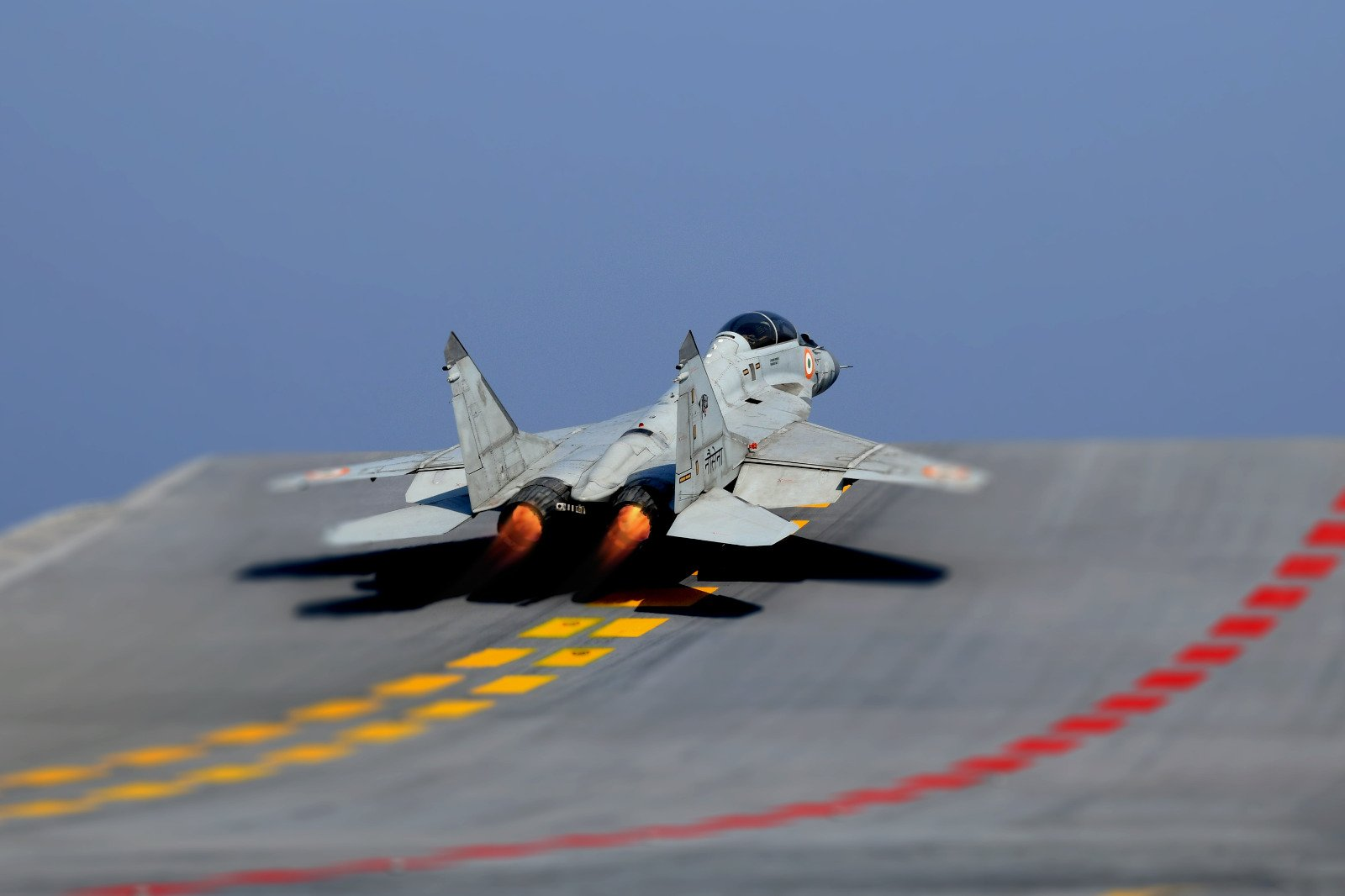
Start MiG-29K

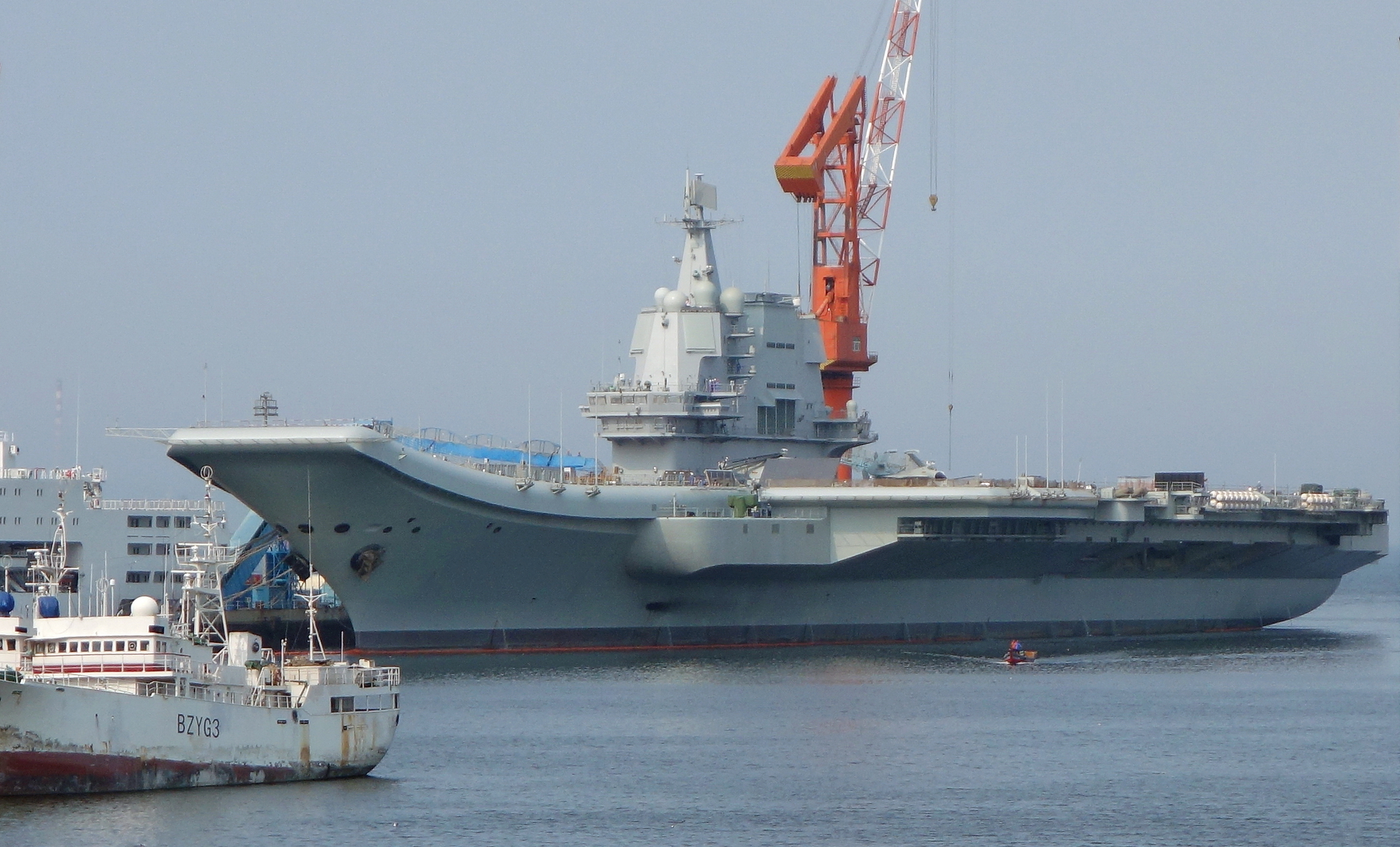
Šan-tung

STOBAR (Short Take-Off But Arrested Recovery) je systém označení charakteristik letadel pro jejich vzlet a přistání na letadlových lodích. Označením STOBAR jsou myšlena letadla, která využívají pro vzlet skokanský můstek a přistávají na lodi za pomocí brzdících lan. Systémem STOBAR jsou označovány také letadlové lodi, protože je vhodné, aby konstrukce/konfigurace lodi byla přizpůsobena letadlům se shodnými charakteristikami, které letadlová loď podporuje. Pokročilejším systém je CATOBAR.
V současnosti používají systém STOBAR letadlové lodi ruského námořnictva, indického námořnictva a námořnictva Čínské lidové osvobozenecké armády.

## Historie
Systém STOBAR využívající skokanský můstek byl původně vyvinut a nasazen britským královským námořnictvem na první letadlové lodi s touto konfigurací HMS Invincible a letouny BAE Sea Harrier.[zdroj⁠?!]

## Letouny v aktivní službě, využívající systém STOBAR
- MiG-29K
- Su-33
- Su-25UTG/UBP
- Shenyang J-15